# 愛情靈魂～lover soul～
《愛情靈魂～lover soul～》（ラバソー～lover soul～）為日本歌手柴崎幸於2009年9月16日發行之19th單曲（含RUI、KOH+名義）。

## 概要
- 標題曲為《粉紅系男孩》主題曲。

## 發行版本
- CD ONLY
- CD+DVD【初回限定盤】

## 曲目

### CD
（全作詞：柴咲幸）
1. 愛情靈魂～lover soul～（ラバソー～lover soul～）
作曲：松隈ケンタ／編曲：鴇沢直
  - 富士電視台連續劇《粉紅系男孩》主題曲
2. Sweet Dream
作曲：AKIRASTAR／編曲：市川淳
3. Nervous
作曲：市川淳／編曲：華原大輔
4. 愛情靈魂～lover soul～“Limit of Lover mix”
  - 編曲：鈴木“Daichi”秀行

### DVD（初回盤限定）
- 愛情靈魂～lover soul～（Music Video）